# Чарівниця Флоренції
«Чарівниця Флоренції» (англ. The Enchantress of Florence) — дев'ятий роман Салмана Рушді, опублікований 2008 року. За словами Рушді, це його «найретельніше опрацьована книжка», яка вимагала «років і років читання».
Роман був опублікований 11 квітня 2008 року видавництвом Jonathan Cape у Лондоні, а в Сполучених Штатах — Random House.

## Опис сюжету
Центральною темою «Чарівниці Флоренції» є візит європейця до двору імператора Великих Моголів Акбара та його заява про те, що він є давно втраченим родичем Акбара, народженим від вигнаної індійської принцеси та італійця з Флоренції. Історія переміщується між континентами, від двору Акбара до ренесансної Флоренції, змішуючи історію, фантазію та казку.

### Частина перша
Історія про пригоди починається у Фатехпур-Сікрі, столиці імператора Великих Моголів Акбара Великого, коли приходить незнайомець, який вирушив у подорож на піратському судні під керівництвом шотландського лорда Гауксбанка, і спонукає придворних Моголів розмовляти та озиратися у своє минуле.

### Частина друга
Незнайомець починає розповідати Акбару історію, яка повертає його до дитинства трьох флорентійських друзів: Іль Мачіа, Аго Веспуччі та Ніно Аргалія, останній з яких став шукачем пригод на Сході.

### Частина третя
Розповідь повертається до натовпу та галасу Флоренції в руках дому Медічі.
Наприкінці оповідання наведено бібліографію на вісім сторінок.

## Основні теми
У книзі розповідається низка переплетених історій різноманітних оповідачів, мандрівників і шукачів пригод і, звичайно, торкається історії та культури різних місць, включаючи імперію Моголів та Османську імперію, ранніх монголів і Флоренцію епохи Відродження. Існує сильна тема сексу та еротики, багато в чому навколо «Чарівниці» з назви книги, яка була натхненна поемою епохи Відродження «Орландо Лютий». Існує також повторюване обговорення гуманізму та дебатів на противагу авторитаризму, і персонажем у книзі є Макіавеллі. Як і попередні твори Рушді, книгу можна вважати твором магічного реалізму.

## Вигадані персонажі
- Кара Кьоз, Леді з чорними очима, яку, за словами Рушді, надихнула (вигадана) героїня Анжеліка з епічної поеми «Орландо іннаморато».
- Гауксбанк — вигаданий персонаж, можливо, заснований на сері Джоні Гоквуді, англійському найманці або кондотьєро в Італії XIV століття.

## Історичні персонажі

### Імперія Великих Моголів
- Акбар — імператор Великих Моголів.
- Магам Анаґа — годувальниця Акбара. Вона була де-факто регенткою держави Великих Моголів після усунення Байрам-хана в 1560 році, поки Акбар не прийняв повну владу в 1562 році незадовго до її смерті.
- Джодха Бай — дружина імператриці та улюблена дружина Акбара, мати принца Саліма
- Адхам-хан — прийомний брат Акбара.
- Бабур — засновник імперії Великих Моголів, брат Анжеліки.
- Кутлуг Ніґяр Ханум — мати Бабара.
- Ханзада Бегум — сестра Бабара.
- Хумаюн — другий імператор Великих Моголів, батько Акбара.
- Гульбадан Бегам — дочка Бабара, сестра Хумаюна, тітка Акбара.
- Хусрау Мірза — син принца Саліма, онук Акбара, а пізніше імператора Джахангіра
- Абу-л-Фазл — головний радник Акбара та автор Акбар-наме, однієї з Наварат, дев'яти дорогоцінних каменів у дворі Акбара. За походженням він був персом.
- Бірбал — великий візир (Wazīr-e Azam) при дворі Великих Моголів при адміністрації імператора Акбара, також один із Наваратнів.
- Тансен — легендарний індустанський музикант, добре відомий своїм голосом і музикою.
- Алішер Навої — поет із Герату, автор твору «Мій темноокий».
- Мір Сайїд Алі — перший майстер королівської художньої майстерні Акбара.

### Династія Сефевідів
- Шах Ісмаїл — шах з 1501 по 1524 рік і переможець у битві при Марві, Туркменістан.

### Османська імперія
- Султан Мехмед II — султан Османської імперії на короткий час з 1444 по 1446 рік, а потім з 1451 по 1481 рік. Він завоював Константинополь, поклавши кінець середньовічній Імперії ромеїв.
- Баязид II — султан Османської імперії з 1481 по 1512 рік.
- Селім I «Похмурий» — син Баязида II і султан Османської імперії з 1512 по 1520 рік.
- Яничари — піхотні загони, які складали домашні війська та охорону османського султана.

### Захід
- Амеріго Веспуччі — дослідник і картограф, на честь якого названо Америки.
- Нікколо Макіавеллі — італійський дипломат, політичний філософ, музикант, поет і драматург.
- Андреа Доріа — генуезький адмірал.
- Джуліано де Медічі — правив у Флоренції з 1512 по 1516 рік.
- Лоренцо ІІ Медічі — флорентійський правитель Флорентійської республіки, помер від сифілісу; Нікколо Макіавеллі присвятив йому «Володаря».
- Джироламо Савонарола — італійський домініканський священик, фанатик і лідер Флорентійської республіки з 1494 року до страти в 1498 році.

### Інші
- Мухаммед Шейбані (ім'я при народженні Шибаг «Полин») — узбецький лідер і нащадок Чингісхана Шайбанідів.
- Влад Цепеш, князь Валахії (1448; 1456—1462; 1476).

## Відгуки
Culture Critic оцінив реакцію критиків як загальний бал у 76 % на основі оглядів британської та американської преси. У випуску Bookmarks за січень/лютий 2011 року книга отримала три бали з п'яти. У критичному висновку журналу йдеться: "Washington Post підсумовує загальні настрої: якщо можна не помітити недоліки, «Чарівниця Флоренції» є «такою чудовою даниною магії та чудесам епохи Відродження». У всьому світі Complete Review відзначив відсутність консенсусу, резюмуючи, що «думки дуже різні».
Пишучи в The Guardian, Урсула Ле Гуїн назвала його «геніальним, захоплюючим, щедрим романом» і похвалила його «гламур і силу, його гумор і шок, його запал, його славу».